# Fortaleza de Skopie
La fortaleza de Skopie (en macedonio: Скопско Кале, transcrito Skopsko Kale), comúnmente conocida como Fortaleza Kale, o simplemente Kale (de kale, la palabra turca para 'fortaleza'), es una fortaleza histórica situada en la ciudad antigua de Skopie, la capital de Macedonia del Norte. Está situado en el punto más alto de la ciudad con vista al río Vardar. La fortaleza está representada en el escudo de armas de Skopje, que a su vez se incorpora en la bandera de la ciudad.

## Historia

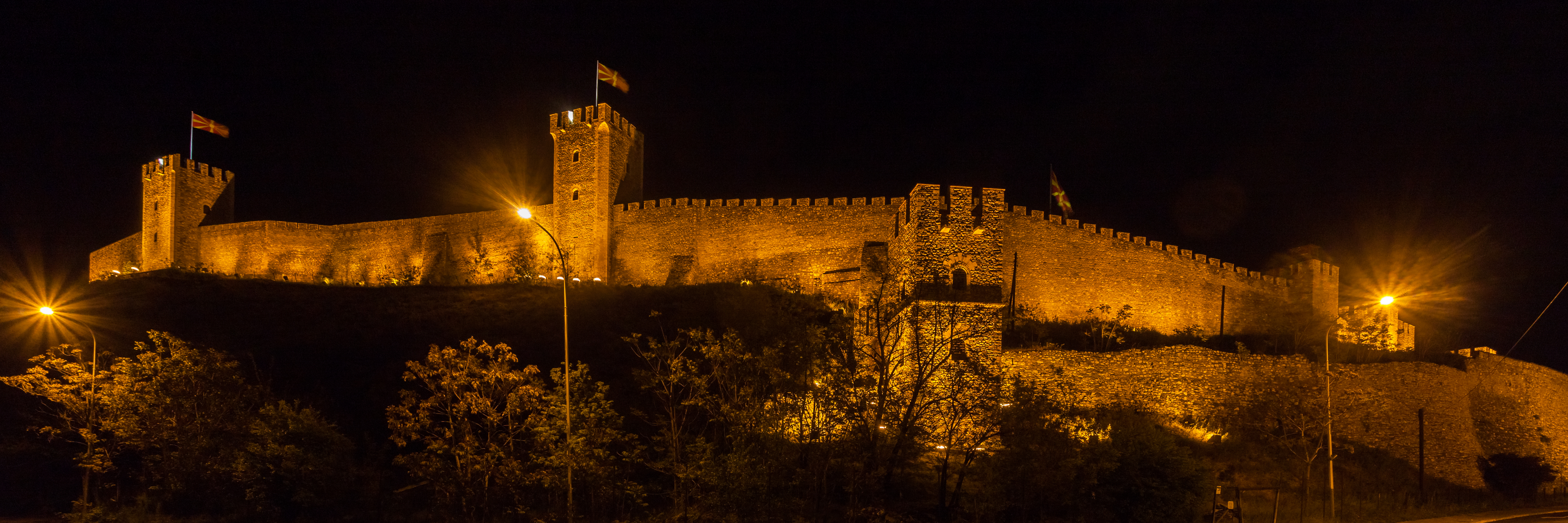
Vista nocturna de la fortaleza.

La primera fortaleza fue construida en el siglo VI en un territorio que había sido habitado durante el Neolítico y la Edad del Bronce o aproximadamente 4000 a. C. Fue construido con piedra caliza y travertino amarillo y junto con fragmentos de inscripciones latinas, afirmando la idea de que la fortaleza se originó en la ciudad romana de Skupi, que fue completamente destruida por un terremoto en 518.
Se cree que la fortaleza ha sido reconstruida durante el gobierno del emperador Justiniano I y construido después en los siglos X y XI sobre los restos de la fortalhihiiano que pudo haber sido destruida debido a una serie de guerras y batallas en la región, como el de la sublevación del Imperio búlgaro contra el Imperio bizantino bajo el gobierno de Pedro Delyan. No se sabe mucho acerca de la fortaleza medieval aparte de algunos documentos que describen las características de menor importancia en la apariencia de la fortaleza.
En 1346 en la fortaleza de Skopje, Esteban Uroš IV Dušan adoptó el título de emperador y había trasladado la capital del Imperio serbio a Skopje.
En 1660, Evliya Çelebi, un cronista del Imperio otomano, escribió un relato a fondo sobre el aspecto de la fortaleza durante un viaje a través de los países ocupados por el Imperio otomano:

Se trata de una ciudad fortificada, una muy fuerte y robusta fortaleza con muros dobles. La puerta de la ciudad y los muros están construidos de piedra astillada que brilla como si estuviera pulida. Uno no puede ver tanto refinamiento y arte en la construcción de cualquier otra ciudad. La ciudad se encuentra en el centro de Skopje. Es una ciudad de altura, de una construcción shedadovska y forma de cinco lados. La puerta y los muros principales están decorados con diferentes armas e instrumentos necesarios para las armas.

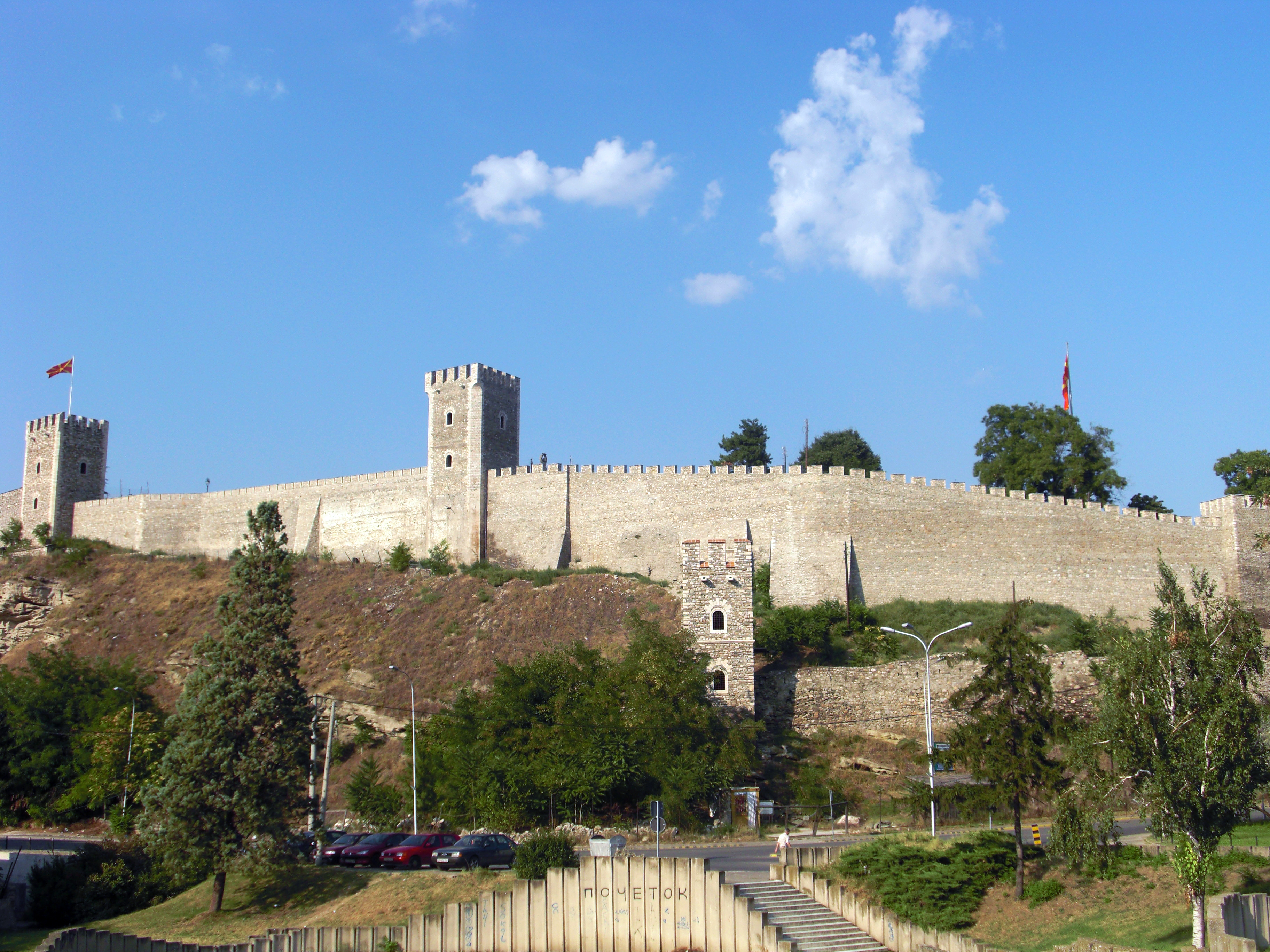
Fortaleza Kale.

No hay sitio o lugar que pueda dominar la ciudad. Se encuentra lo alto de las rocas, de modo que se puede ver toda la llanura.

El río Vardar flujo en su lado occidental. En el mismo lado de la ciudad, hay un camino que conduce a través de las cuevas hacia la torre de agua ubicada en la orilla del río. Dado que hay un abismo en este lado de la ciudad, tan temible como las profundidades del infierno, no hay fosos, ni puede haber uno. En el este, sudeste y norte de la ciudad, hay fosas profundas. Por ese lado, delante de la puerta, hay un puente de madera que se encuentra sobre el foso. Los guardias utilizan para levantar el puente un torno, que prevé la defensa de la puerta. Por encima de la puerta, hay una inscripción, dando más información acerca de las reparaciones de la puerta, que tuvo lugar en el pasado. La inscripción dice: El hijo sabio de Mehmed-han en el año 1446.

La fortaleza fue destruida en parte una vez más por un terremoto en 1963 pero no fue reconstruido hasta hace poco.

## Galería

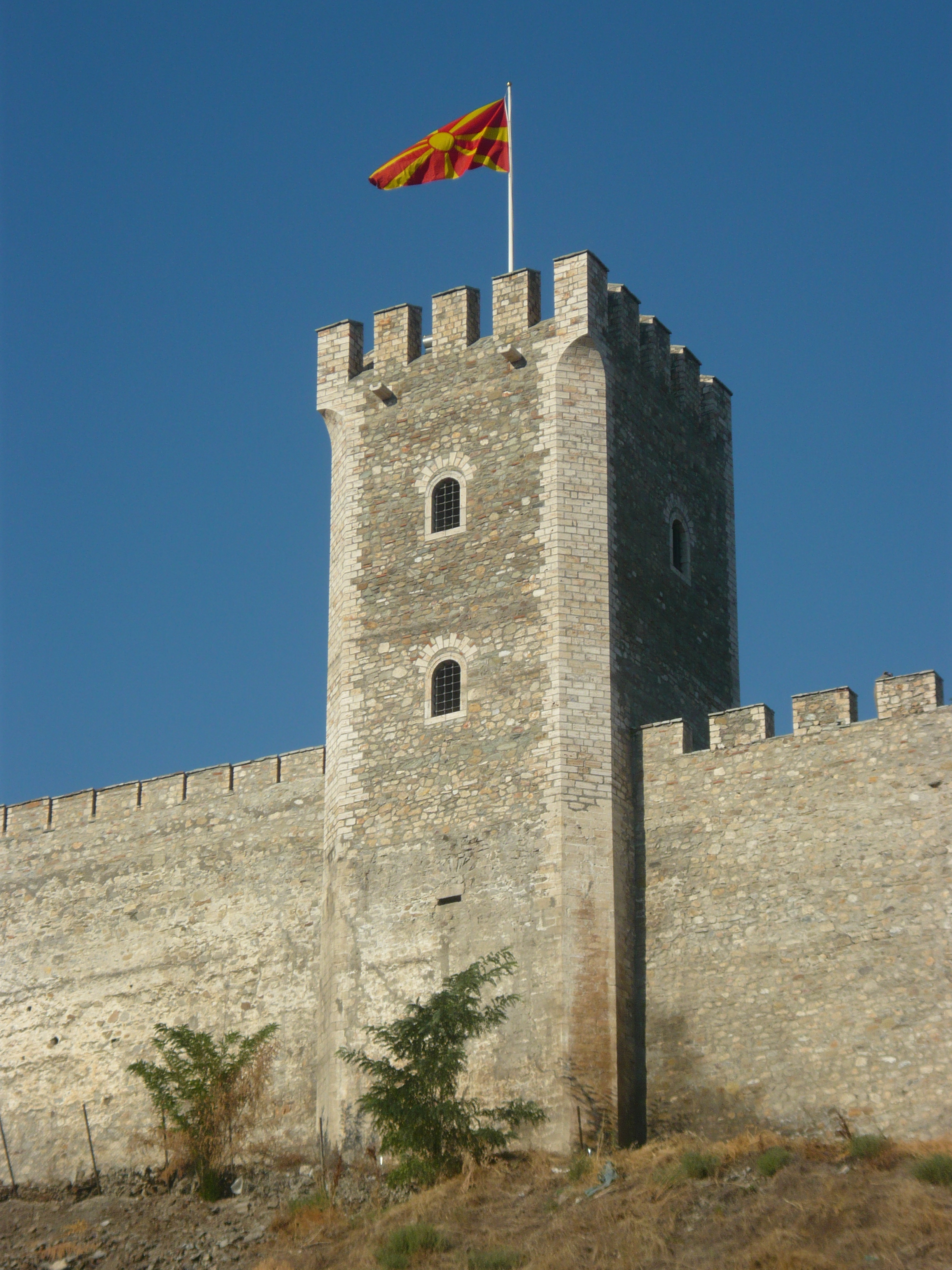
Torre de la Fortaleza de Skopie
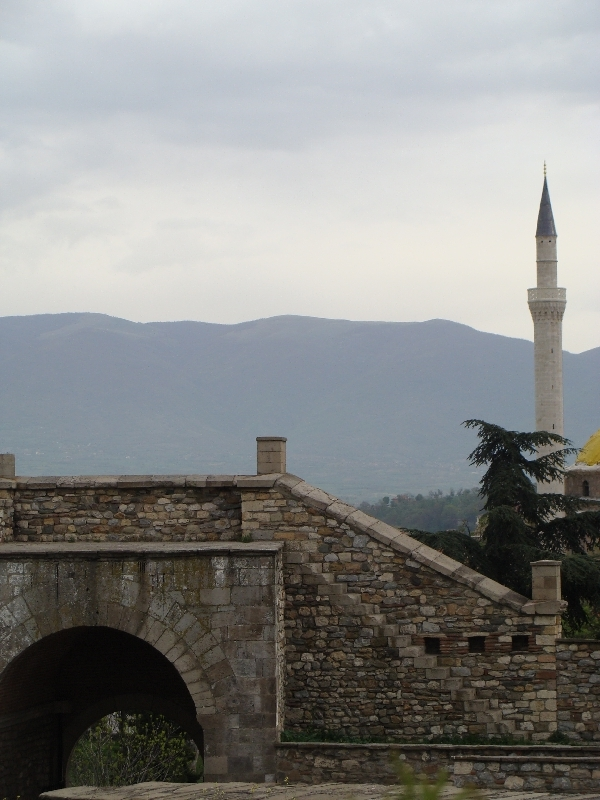
Minarete de Mustapha Pasha Mosque en la Fortaleza de Skopie
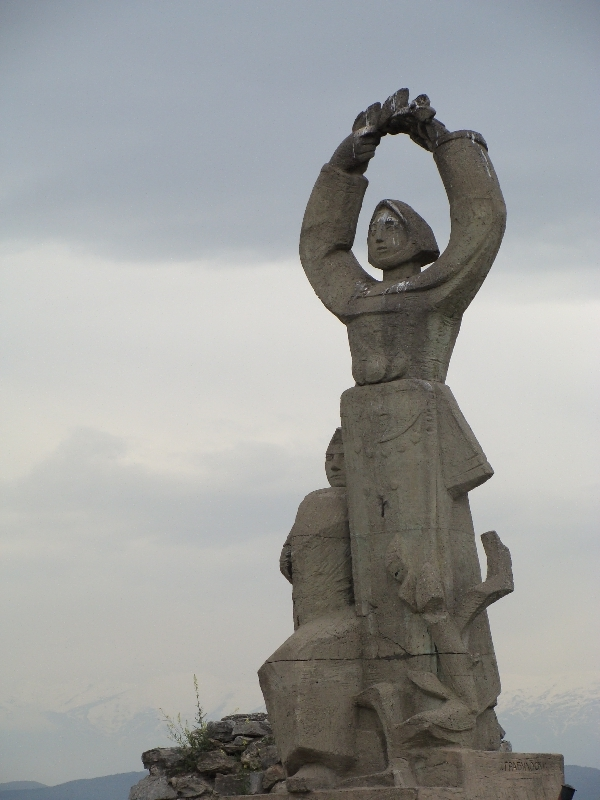
Estatua en la fortaleza
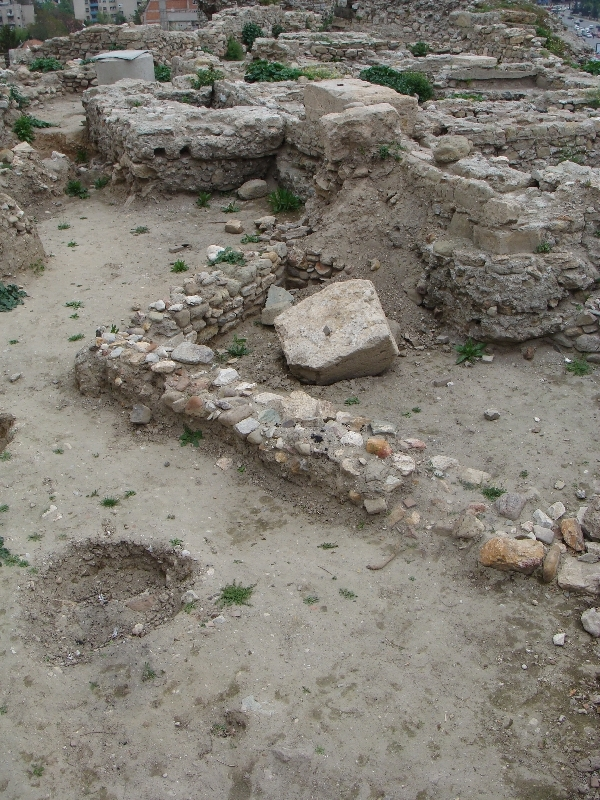
Ruinas en el interior de la fortaleza
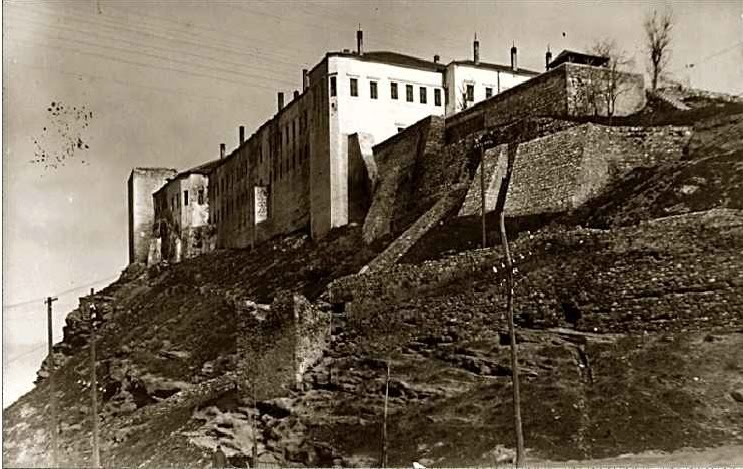
Fortaleza de Skopie a inicios de 1920
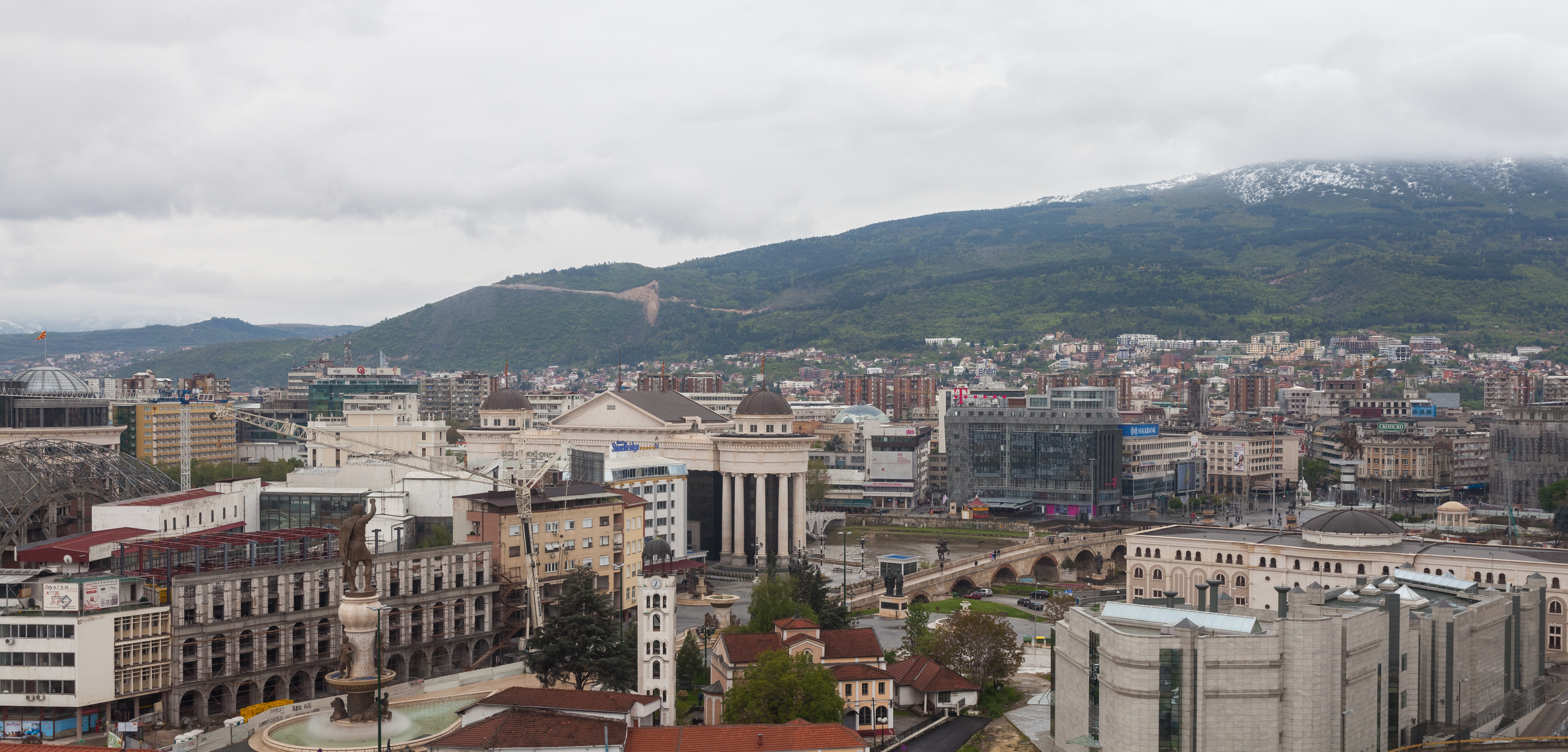
Vista de Skopie desde la fortaleza
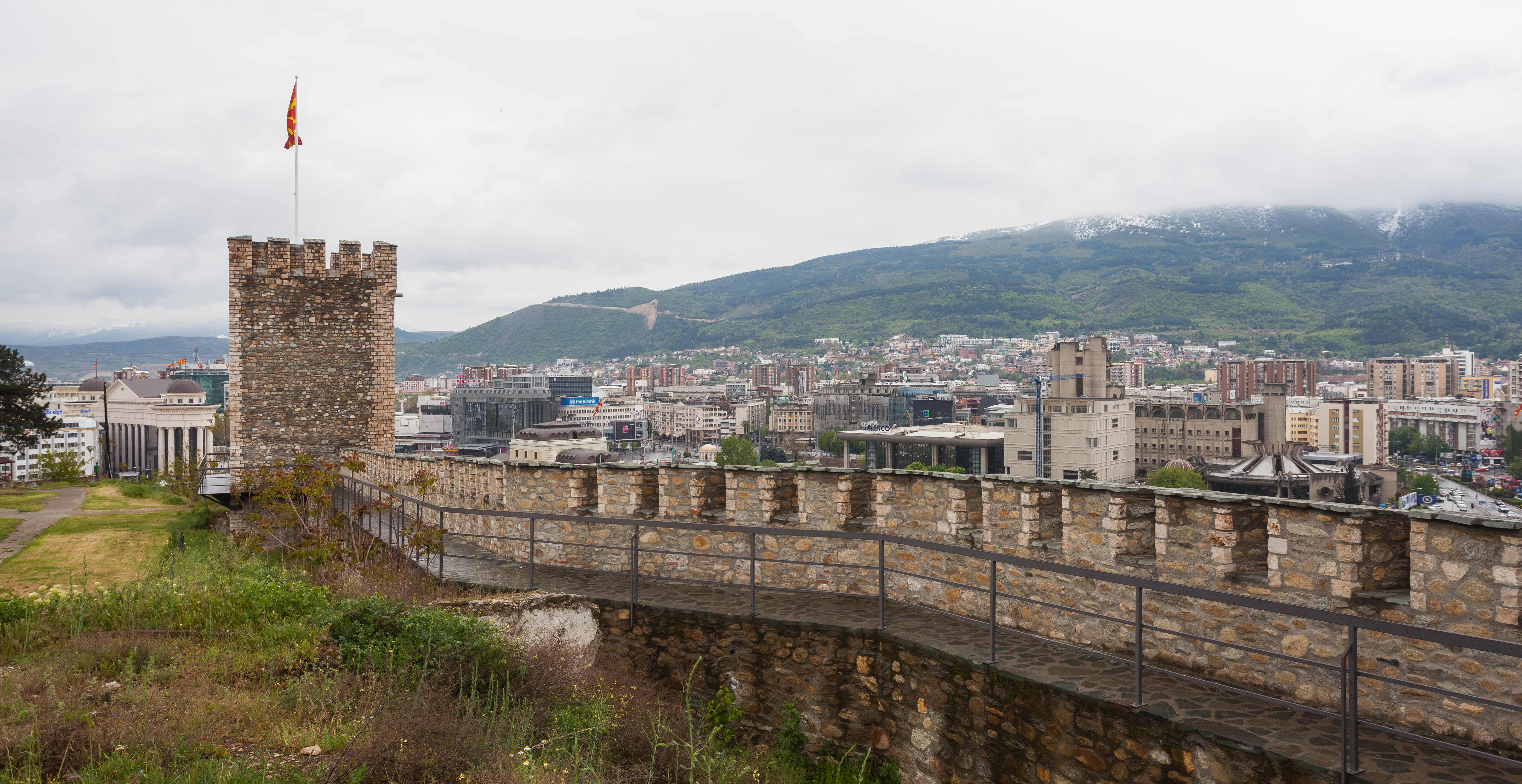
Muralla con la ciudad de Skopie al fondo
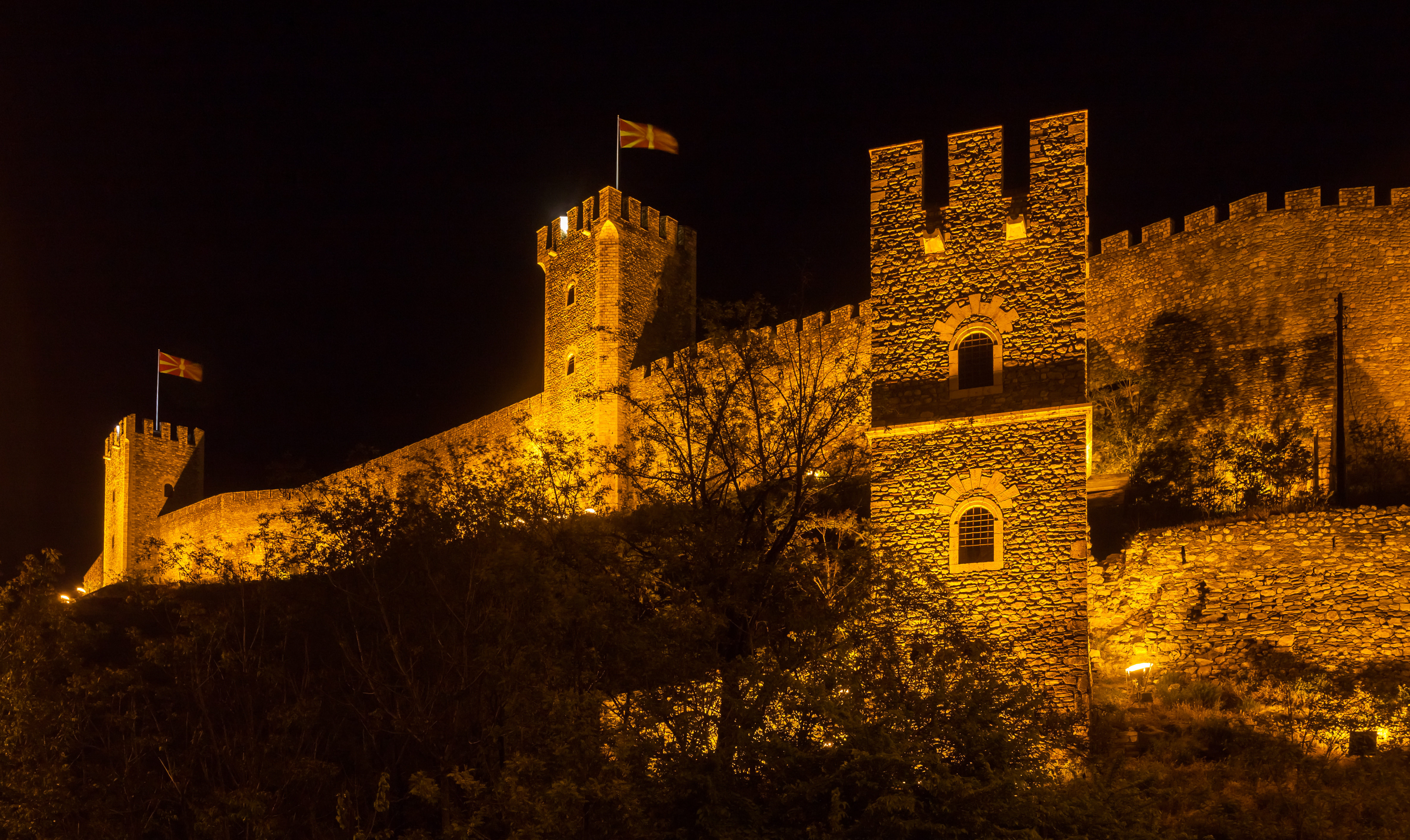
Parte de la muralla de noche